# Аштикулинское наибство
Аштикулинское наибство (лак. Аьшттиккул) — административная единица Казикумухского округа, образованная в 15 сентября 1860 после ликвидации Казикумухского ханства с окончательным присоединением его к Российской империи в 1860 году. Наибство было образовано на юго-восточной части округа, с территорией расселения лакцев, даргинцев и агульцев.
Основные сёла наибства лакское Кули и даргинское Ашты, первое как столица наибства а второе как столица бывшего вуркундаргинского общества. От названия двух этих аулов и произошло словосочетание Аштикули или как позднее Ашты-Кули, у лакцев же Аьшттиккул , а иностранные авторы обозначали область как Ashttikkuli, Äšttikkul, Ašttikkuli. 
В состав наибства входили такие села как Чирах, Буркихан, Амух, Анклух, Цирха, Худуц, Ашты, Санджи, Кунки, Хосрех, Вихли , Кули, Сумбатль, Цовкра, Вачи, Кая и его отселки Уллауртти, Тукат, Чахат, Барних, Лукичунухъ, Ялуки, Чурнухъ, Шарав-Мащи, Тикра, Хойми, Кияхьи, Хохъи, Цыйша.
В июле 1860 г. царская администрация разослала инструкции для начальников округов Дагестана, в которых были разработаны права и обязанности военных и окружных начальников и наибов; временные правила о порядке разбора дел в судах о порядке выбора депутатов и кадиев в эти суды; инструкции об отношениях военных начальников, отделов к Окружным управлениям. 
На территории Аштикулинского участках особенно в начальный период помимо узденей и чанков, в некоторых селах были так же рабы и крепостные. Дело в том что при лакских правителях, в частности при Сурхай-хане происходили масштабные вооруженные походы лакцев и других жителей Казикумухского ханства а так же союзных обществ в Грузию, Армению, часть Персии (Азербайджан), город Ардебиль в Иране и окраины Турции с XVI по XIX вв. Во времена этих походов похищались люди а особенно много крали детей для дальнейшей продажи в рабство либо для себя. В ряде случаев такие дети либо подростки оставшиеся по тем или иным причинам в ауле похитителя оставались жить там и как все члены общества могли заводить семью с дальнейшей ассимиляцией потомков. В основном же такие похищенные а так же военнопленные (грузины, закавказские татары, русские, персы) расселялись по определённым аулам где становились раятами(крепостными) или рабами.  
Некоторое количество раятов было освобождено ещё в последний период ханства, однако к моменту ликвидации ханства в частности на территории Аштикулинского наибства имелись ещё раятские семьи и рабы обязанные отбывать повинность.  
Наибства возглавляли наибы, назначенные из числа местной знати, известной своей преданностью русской администрации и знанием языка, нравов и обычаев лакского населения. 
“Сведения о числе лиц из сословия беков и чанков обоего пола и о числе мечетей в Среднем Дагестане”.
9 августа 1871 г.
- Данные по аштикулинскому наибству

беков - мужчин 36 женщин 25
чанков - мужчин 199 женщин 160
мечеть - 45 
Была образована аштикулинская милиция (лак. Аьшттиккуллал милисалт) которая следила как за порядком в самом наибстве так и участвовала в подавлении каких либо волнений в горном Дагестане; Исключением служил разве что 1877 год когда во время масштабного антироссийского восстания в Дагестане аштикулинская милиция собранная по приказу начальника округа полковника Чембера и отправленная на подавление восстания переметнулась на сторону мятежников, так же поступили и другие казикумухские милиционеры, сам же Чембер был связан и заколат лакцами а его семья арестована. . На территории наибства пройдя Чираг - Хосрех - Кули у Сумбатля был схвачен провозглашённый хан Джафар возвращавшийся после ряда сражений. На территории самого наибства столкновений с царскими войсками не было. 
После жестокого подавления восстания царской армией начались казни, аресты и высылки мятежников том числе и из Казикумухского округа 1441 человек и их семей среди которых были и жители населенных пунктов аштикулинского наибства.В 1880 году по настоятельной просьбе жителей наибства, наибом был назначен Мирзал Магома Халималав, который тут же покончил с бандитизмом и бродяжничеством. Наиб после назначения проживал в селении Кули. «Мирзал-Магомед Шахназаров отличался завидным мужеством, неподкупностью и добротой, он легко, без кровопролития, мирно разрешал все спорные вопросы, возникавшие в обществе. Наиб всегда бывал желанным гостем в каждом доме кулинцев".
Так же вскоре была объявлена амнистия высланным за участие в антироссийском восстании и оставшиеся в живых на чужбине высланные горцы в том числе и ашти-кулинцы  начали возвращаться домой. 
Аштикулинский наиб являлся так же юнкером милиции.
В посемейной переписи 1886 года указывается что 9 семей из селения Кули были привилегированны в связи с тем что некоторые из членов этих семей были в местной в милиции или войсках.
Сословно из 385 семей 42 семьи относились к чанкам. 343 к узденам.  В той же переписи указано что в Кули не было ни одного человека кто владел бы русским языком, но было 8 семей где кто то из членов семьи владел арабским.

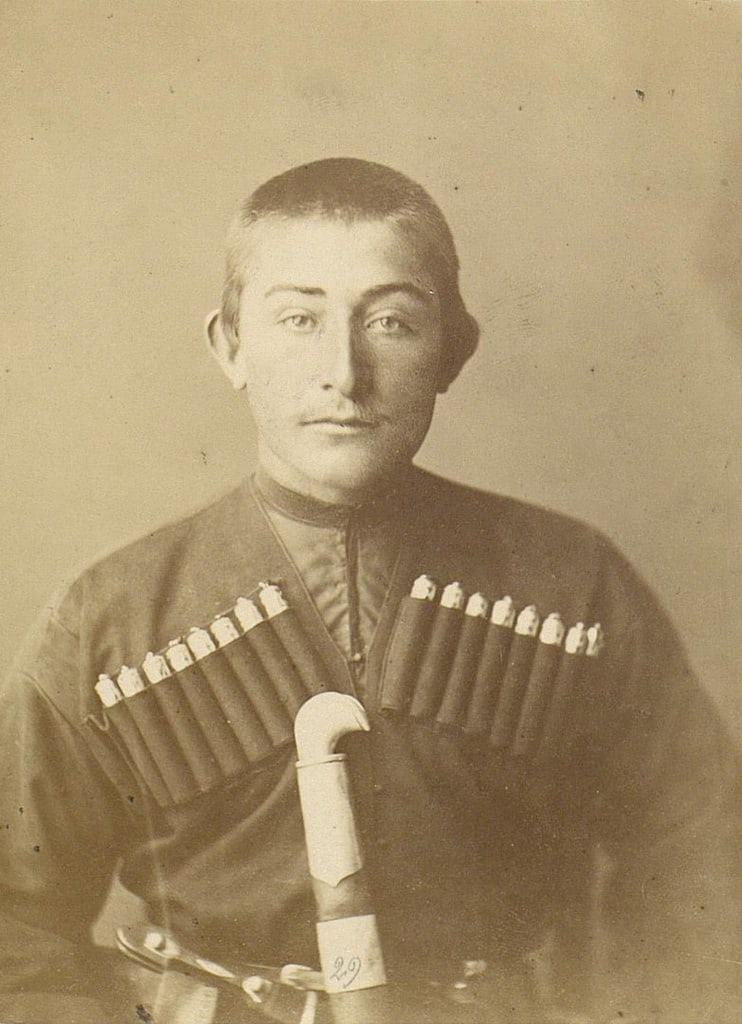
Мужчина из селения Кули. 1883 год.